# Isak Arvidsson
Isak Arvidsson (* 6. August 1992 in Hjo) ist ein schwedischer Tennisspieler.

## Karriere
Isak Arvidsson spielt hauptsächlich auf der ATP Challenger Tour und der ITF Future Tour. Er konnte auf der Future Tour bislang drei Turniersiege im Einzel und 13 Erfolge im Doppel feiern. Sein Debüt auf der ATP World Tour gab er im Juli 2013 bei den SkiStar Swedish Open, als er im Doppelbewerb zusammen mit Micke Kontinen eine Wildcard erhielt und in der ersten Runde des Hauptfeldes gegen Martín Alund und João Souza antrat. Sie verloren die Partie in zwei Sätzen mit 4:6 und 6:7 (5:7). Im selben Jahr erhielt er auch für die If Stockholm Open eine Wildcard in der Doppelkonkurrenz, schied jedoch erneut in der ersten Runde aus.
Seit 2013 spielt Arvidsson für die schwedische Davis-Cup-Mannschaft. Sein erstes Spiel bestritt er in der Viertelfinalbegegnung gegen die Ukraine. Er verlor sowohl das erste Spiel gegen Oleksandr Dolhopolow als auch das entscheidende fünfte Spiel gegen Serhij Stachowskyj.

## Erfolge
| Legende (Anzahl der Siege)  |
| Grand Slam                  |
| ATP World Tour Finals       |
| ATP World Tour Masters 1000 |
| ATP World Tour 500          |
| ATP World Tour 250          |
| ATP Challenger Tour (2)     |

### Doppel

#### Turniersiege
| Nr. | Datum         | Turnier   | Belag         | Partner        | Finalgegner                        | Ergebnis         |
| --- | ------------- | --------- | ------------- | -------------- | ---------------------------------- | ---------------- |
| 1.  | 13. März 2016 | Jönköping | Hartplatz (i) | Fred Simonsson | Markus Eriksson Milos Sekulic      | 6:3, 3:6, [10:6] |
| 2.  | 9. Juli 2016  | Båstad    | Sand          | Fred Simonsson | Johan Brunström Andreas Siljeström | 6:3, 7:5         |